# Cold Hearted
Cold Hearted – piosenka i piąty singel z debiutanckiego albumu amerykańskiej piosenkarki Pauli Abdul.
Została napisana i wyprodukowana przez Elliota Wolffa. Był to trzeci singiel w jej karierze oraz z płyty, który dotarł do szczytu zestawienia Billboard Hot 100. „Cold Hearted” to jedna z bardziej znanych piosenek w dyskografii Abdul, także dzięki prowokacyjnemu teledyskowi.

## Teledysk
Teledysk do „Cold Hearted” został wyreżyserowany przez Davida Finchera, z którym artystka pracowała przy klipach do singli „Straight Up” i „Forever Your Girl”. Choreografia została zainspirowana erotycznym tańcem z filmu Cały ten zgiełk. W klipie Abdul tańczy przed przedstawicielami wytwórni płytowej wraz z grupą półnagich tancerzy, mając na sobie kabaretki oraz odsłaniając swój pępek. Część sekwencji tancerze wykonali na rusztowaniu, w klipie przedstawiono taniec par zarówno damsko-męskich, jak i męsko-męskich. Teledysk kończy się podejściem Pauli do przedstawicieli, która następnie pyta się ich o wrażenia z występu. Po obojętnej reakcji, w tle słychać śmiech tancerzy. Teledysk do piosenki „What a Girl Wants” Christiny Aguilery z 1999 roku nawiązywał scenariuszem i scenografią do teledysku Abdul.

## Listy przebojów
We wrześniu 1989 roku piosenka zajmowała przez tydzień pierwsze miejsce amerykańskiej listy przebojów, zastępując na niej piosenkę „Right Here Waiting” Richarda Marxa, która spędziła tam 3 tygodnie. Był to jeden z największych przebojów tej listy w 1989 roku, zajmując szóste miejsce w podsumowaniu rocznym. Pomimo krótkiego pobytu na szczycie zestawienia, „Cold Hearted” utrzymała się w pierwszej dziesiątce przez dwa miesiące. W Wielkiej Brytanii utwór został wydany jako ostatni singiel z płyty. Został wydany w remiksie, w odróżnieniu od Stanów Zjednoczonych, gdzie użyto wersji albumowej. Piosenka dotarła do 46 miejsca na brytyjskiej liście.

## Lista utworów oraz remiksów
Wersja amerykańska i europejska
1. „Cold Hearted” – 12" Extended mix 6:51
2. „Cold Hearted” – House mix 6:42
3. „Cold Hearted” – Dubstramental 5:43
4. „Cold Hearted” – Percapella 3:54
5. „One or the Other” 4:10

Wersja brytyjska
1. „Cold Hearted” – Chad Jackson 7" mix 3:51
2. „Cold Hearted” – Chad Jackson Extended mix 5:43
3. „Cold Hearted” – 12" Extended mix 6:51
4. „Cold Hearted” – 7" mix 3:35

### Oficjalne wersje/remiksy
- Wersja albumowa 3: 51
- 12" Extended mix/7" edit 6:51/3:35 – Keith Cohen
- House Mix 6:42 – jak wyżej
- Dubstramental 5:43 – jak wyżej
- Instrumental 4:02 – jak wyżej
- Percapella 3:54 – jak wyżej
- Acapella 1:04 – jak wyżej
- Chad Jackson 12" Extended/7" mix 5:40/3:51
- Chad Jackson Ambient mix
- Chad Jackson Breaks and Beats mix
- Quiverin' 12" 5:12 – Eric Sadler/Hank Shocklee
- Chillin' Bass dub 4:06 – jak wyżej
- Vancouver Cold Feet Beat remix 6:19 – Mario S David dla Rhythm Stick
- Disconet remix 6:20 – Dennis Muyet dla Disconet
- Swemix 6:35 – JJ and Stonebridge dla Remixed Records

## Pozycje na listach przebojów
| Lista (1989)                                    | Najwyższa pozycja |
| ----------------------------------------------- | ----------------- |
| US Hot 100                                      | 1                 |
| US Hot 100 Airplay                              | 1                 |
| US Billboard Hot Dance Music/Maxi-Singles Sales | 1                 |
| US Billboard Hot Dance Music/Club Play          | 1                 |
| Canadian Singles Chart                          | 1                 |
| UK Singles Chart                                | 46                |
| German Singles Chart                            | 38                |
| Lista przebojów Programu Trzeciego              | 33                |

### Podsumowanie roczne
| Lista (1989)                | Najwyższa pozycja |
| --------------------------- | ----------------- |
| Stany Zjednoczone (Hot 100) | 6                 |

## Certyfikaty i sprzedaż
| Kraj                     | Certyfikat      | Sprzedaż   |
| ------------------------ | --------------- | ---------- |
| Kanada (MC)              | złota płyta     | 50 000+    |
| Stany Zjednoczone (RIAA) | platynowa płyta | 1 000 000+ |